# Ardegão, Arnozela e Seidões
Ardegão, Arnozela e Seidões (oficialmente: União de Freguesias de Ardegão, Arnozela e Seidões) é uma freguesia portuguesa do município de Fafe, com 9,78 km² de área e 949 habitantes (censo de 2021). A sua densidade populacional é 97 hab./km².

## História
Foi constituída em 2013, no âmbito de uma reforma administrativa nacional, pela agregação das antigas freguesias de Ardegão, Arnozela e Seidões e tem a sede na Rua do Assento, 456, em Seidões.

## Demografia
A população registada nos censos foi:
| Distribuição da População por Grupos Etários | Distribuição da População por Grupos Etários | Distribuição da População por Grupos Etários | Distribuição da População por Grupos Etários | Distribuição da População por Grupos Etários | Distribuição da População por Grupos Etários |
| -------------------------------------------- | -------------------------------------------- | -------------------------------------------- | -------------------------------------------- | -------------------------------------------- | -------------------------------------------- |
| Antes da agregação                           |                                              |                                              |                                              |                                              |                                              |
| Ano                                          | 0-14 anos                                    | 15-24 anos                                   | 25-64 anos                                   | >= 65 anos                                   | Total                                        |
| 2001                                         | 243                                          | 212                                          | 604                                          | 196                                          | 1255                                         |
| 2011                                         | 158                                          | 134                                          | 577                                          | 209                                          | 1078                                         |
| Após a agregação                             |                                              |                                              |                                              |                                              |                                              |
| Ano                                          | 0-14 anos                                    | 15-24 anos                                   | 25-64 anos                                   | >= 65 anos                                   | Total                                        |
| 2021                                         | 97                                           | 93                                           | 512                                          | 247                                          | 949                                          |